# Рагузька республіка
Рагу́зька респу́бліка (лат. Respublica Ragusina, італ. Repubblica di Ragusa) відома також як Дубро́вницька респу́бліка (хорв. Dubrovačka republika) — морська республіка на узбережжі Адріатичного моря, що існувала з XI століття до 1808 року. Столицею республіки було місто-порт Рагуза (сучасний Дубровник), окрім якої територія держави включала далматинське узбережжя від Неуму до Которської затоки, півострів Пелєшаць і острови Ластово, Млєт і ряд інших невеликих острівців довкола столиці.
Виникнувши як центр морської та сухопутної торгівлі з Балканами, Рагузька республіка досягла піку своєї могутності в XV–XVI століттях, коли вона стала одним із головних посередників в економічних стосунках Османської імперії та європейських держав. Попри те, що значну кількість населення республіки становили слов'яни, суспільно-політичне життя та правляча еліта перебувала під сильним романо-італійським впливом, а офіційна назва держави походила з латини. У різні періоди Рагуза визнавала номінальний сюзеренітет Угорщини, Османської імперії та Австрії, проте фактично залишалася незалежною. Структура управління республіки забезпечувала неможливість концентрації влади в одних руках, завдяки чому Рагузьку республіку інколи називають першою в Європі демократичною державою. У 1806 році територію Рагузи окупували війська Наполеона, у 1808 році республіка була ліквідована, а її територія приєднана до Франції. З часу проголошення незалежності Хорватії в 1991 році ці землі складають її найпівденнішу частину.

## Назва
- Рагузька республіка (лат. Respublica Ragusina; італ. Repubblica di Ragusa) — офіційна назва республіки; поширена у світовій історіографії.
- Вільна держава Рагуза (нім. Freystaat Ragusa)[1] — назва у ряді німецьких джерел XVII—XVIII ст.
- Дубровницька республіка (хорв. Dubrovačka Republika) — новітня хорватська назва, від перейменування Рагузи на Дубровник (1918).

## Рання комуна (VII століття—1205)
У VII столітті (згідно з традицією — в 614 р.) біженці зі зруйнованого слов'яно-аварським вторгненням міста Епідавр заснували на невеликому острові біля далмацького узбережжя місто Рагуза. Поруч, на материку, знаходилося слов'янське поселення Дуброва, що пізніше злилося з Рагузою в єдине ціле, а засипаний між островом і материком канал став центральною вулицею міста — Страдуном. Довгий час Рагуза була невеликим поселенням із змішаним слов'яно-романським населенням під верховною владою Візантії та входила до складу феми Далмація. Прилеглі материкові землі були зайняті під виноградники, за які жителі міста платили данину сусіднім слов'янським князям Травунії і Захумля. Процес християнізації в Рагузі був доволі швидким і характеризувався сильним впливом Папи Римського. Уже в 1022 р. місто стало центром самостійного католицького архієпископства.
У XI — XII століттях унаслідок загального економічного підйому в Середземномор'ї розвиток Рагузи як торговельного та ремісничого центру прискорився. Зручні шляхи зв'язку з внутрішніми регіонами Балкан і, морем, зі всією Європою сприяли перетворенню міста на важливий центр посередницької торгівлі та ремісничого виробництва (перш за все, суднобудування й деревообробки). Особливе значення мали торговельні зв'язки Рагузи із сусідніми слов'янськими князівствами. Після перемоги Рагузи над військами сербського князя Стефана Немані в 1186 р. був підписаний перший договір про дружбу і свободу торгівлі в сербських землях. У 1189 р. аналогічна угода була підписана з Боснією (у ньому вперше згадана слов'янська назва міста — Дубровник). У 1192 р. імператор Ісаак II Ангел надав купцям Рагузи право безмитної торгівлі у Візантії. Потім були підписані торгові угоди з італійськими комунами.
Одночасно посилилася боротьба між різними державними утвореннями за владу в Далмації. У 866—867 рр. Рагузу блокував арабський флот, у 922 р. місто захопили болгари. З кінця X століття в регіоні посилилася економічна і політична роль Венеції. У 948 р. венеційці спробували завоювати Рагузу, проте зазнали поразки. Згідно з легендою, ця перемога жителів Рагузи була отримана завдяки втручанню святого Власія Севастійського, який пізніше став заступником міста. У 1000 р. Венеції під час боротьби з неретвянськими піратами вдалося на деякий час підкорити Рагузу разом з іншими містами на Далматинському узбережжі. Пізніше на ці землі висунуло претензії Сицилійське королівство (норманська держава з Південної Італії). У результаті Рагуза була вимушена лавірувати між Візантією, Венецією, Сицилійським королівством, визнаючи сюзеренітет то однієї, то іншої сторони, що сприяло зміцненню самостійності міста. У 1205 р., після падіння Константинополя, Рагуза ще раз потрапила під владу Венеції.

## Під владою Венеції (1205—1358)
Після приєднання Рагузи до володінь Венеційської республіки на морську торгівлю міста були накладені ряд обмежень. Водночас заохочувалася сухопутна торгівля зі слов'янськими державами Балканського півострова. Розширення торговельних зв'язків Рагузи з Сербією, Боснією і Болгарією сприяло економічному прогресу в цих державах у XIII—XIV століттях. У цей період Рагуза стала найбільшим торговельним центром Східної Адріатики, через який здійснювалися торговельні зв'язки Європи з Балканами. Зі слов'янських держав через Рагузу вивозилася, головним чином, продукція сільського господарства і хутра, а ввозилася зброя, скляні і металеві вироби. Найбільшу статтю доходу міста становила торгівля сіллю. Особливо міцними були позиції рагузьких купців у Сербії, де їм були надані численні торговельні привілеї і монополії на розробку надр (зокрема шахти з видобутку дорогоцінних металів). Поселення рагузців виникли в усіх крупних містах балканських держав, причому ці колонії мали права внутрішньої самоврядування. Одночасно розвивалася торгівля Рагузи з Венецією, де товари рагузьких купців були звільнені від мита.
У період венеційського панування система міського управління Рагузи остаточно сформувалася за зразком італійських комун. У місті були сформовані Велика рада — найвищий законодавчий орган, Мала рада — найвищий виконавчий орган, сенат і колегія консулів. Структура і функції цих органів у значній мірі копіювали аналогічні венеційські установи. Пріор комуни отримав титул князя (ректора) і був формальним главою міського самоврядування Рагузи, підкоряючись Великій Раді Венеційської республіки. На відміну від італійських міст у Рагузі була досить слабка майнова диференціація, що призвело до складання лише двох суспільних прошарків — нобілітету і пополанів. Нобілі (патриції) зосередили в своїх руках велику торгівлю та встановили монополію на владу в місті: у 1235 р. доступ у Велику раду Рагузи був закритий для нових членів, що сформувало вузьку правлячу олігархію. Іншою особливістю Рагузької комуни стало збереження сильного античного впливу: тісний полісний зв'язок міста з околицями, відсутність плати за заміщення посад, рівний розподіл новопридбаних земель між нобілями. Система подестату, характерна для італійських комун цього періоду, у Рагузі не склалася.
У XIII столітті почалося розширення території Рагузи. Місто придбало острів Ластово, у 1333 р. викупило у Сербії півострів Пелєшаць, а в 1345 р. приєднало острів Млєт.

## Рагузька республіка в період розквіту

### Незалежність (1358—1458)
Після поразки Венеції від угорського короля Людовика Великого за Задарським миром 1358 року Далмація разом з Рагузою перейшла під сюзеренітет Угорщини. 27 червня 1358 між рагузьким архієпископом Джованні Саракою і Лайошом I були погоджені конкретні форми влади угорського короля над Рагузою. Сюзеренітет Угорщини, що практично не мала флоту, був суто номінальним, а вся повнота влади в місті перейшла до місцевого нобілітету.
У цей період різко посилюється значення Рагузи як ремісничого центру. У місто переселилися численні ремісники з Італії, відбувалася спеціалізація й удосконалення ремесла, орієнтованого на експорт, перш за все зброярства і сукноробства. У майстернях Рагузи активно використовувалася наймана праця. Рагуза стала єдиним містом Далмації за рівнем розвитку ремесла на рівні італійських комун. Проте в Рагузі не склалася класична цехова структура ремесла. Ремісники об'єднувалися в релігійні корпорації — братерства, що не мали впливу на політичну систему республіки.
Звільнення з-під влади Венеції також сприяло зростанню морської торгівлі й процвітанню міста. Рагуза перетворилася на центр грошових операцій і кредитування балканських правителів. Незважаючи на низку військових конфліктів із Сербією і Боснією, республіка загалом зберігала добрі стосунки зі своїми сусідами, одночасно продовжуючи розширювати територію: у 1399 році було приєднано Рагузьке примор'я (на північ до півострова Пелєшаць), у 1419—1426 роках — долина Конавлі з містом Цавтат, а потім узбережжя до Которської затоки. Рагуза стала також одним із головних центрів работоргівлі в Східному Середземномор'ї (торгівля рабами була заборонена лише 1416 року).
У XIV—XV століттях швидко збільшувалося населення республіки, головним чином за рахунок імміграції з балканських держав. До кінця XV століття чисельність населення Рагузи склала близько 20 тисяч. Завдяки припливу слов'ян значення романського елементу в етнічному складі населення стало падати. Проте мовою панівної еліти залишалася італійська (з 1492 вона замінила як офіційну мову латину), зберігалася церковна залежність від Риму і тісні зв'язки з італійськими містами. Система управління республікою також була заснована на міському праві італійських комун. Влада продовжувала залишатися в руках вузької олігархії декількох десятків сімей нобілів, проте соціальних конфліктів у цей період не спостерігалося.

### Встановлення сюзеренітету Османської імперії (XV—XVIст.)

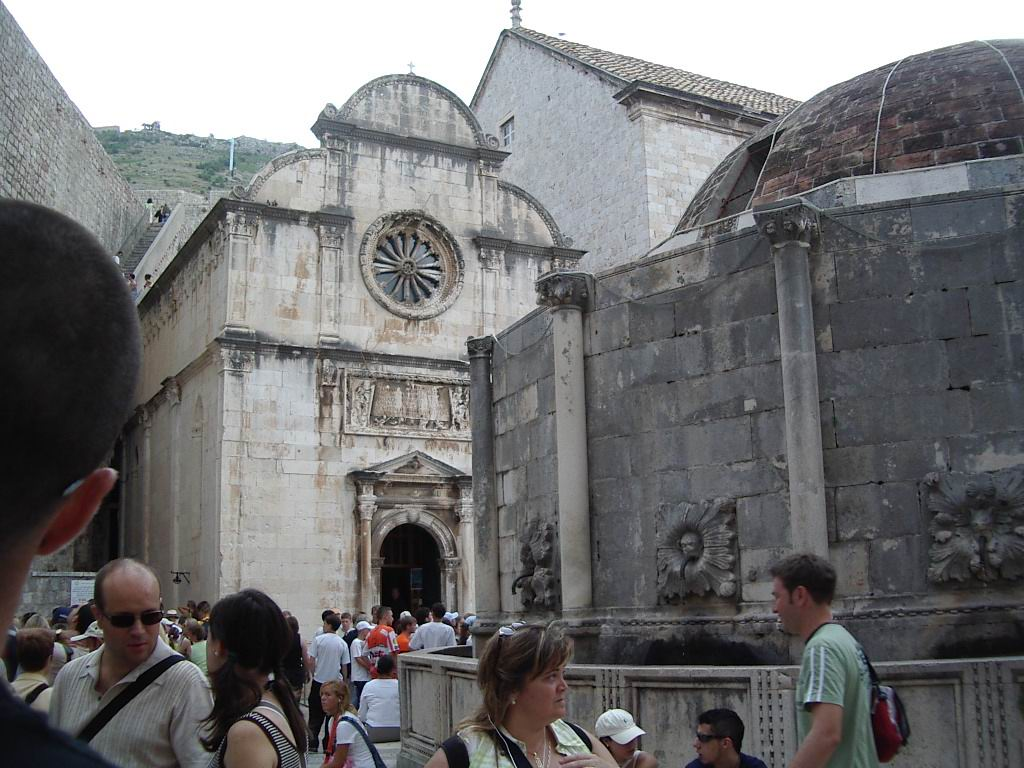
Історична частина Рагузи (Дубровника)

Наприкінці XIV століття з'явилася турецька загроза для існування Рагузької республіки. Османська імперія поступово захоплювала балканські держави, наближаючись до кордонів Рагузи. У місто почався масовий приплив слов'янських біженців, велися фортифікаційні роботи й у прискореному темпі зводилися укріплення на підступах до Рагузи. Місто стало однією з найпотужніших фортець на Балканах. Одночасно правляча еліта держави почала проводити політику заспокоєння. Вже в 1430-х рр. була підписана перша торгова угода Рагузи і Османської імперії. У 1458 р. республіка офіційно визнала сюзеренітет султана і зобов'язалася сплачувати данину, замість чого їй надали свободу торгівлі на території імперії. У 1481 р. розмір данини османи підвищили до 12 500 дукатів на рік. Проте залежність республіки від Османської імперії була украй слабка і фактично обмежувалася сплатою данини. Навпаки, надання виняткових привілеїв рагузьким купцям в імперії створило сприятливі умови для подальшого розвитку міста і його торгівлі. Рагуза стала основним торговельним каналом Османської імперії на Адріатиці, а поселення підданих Рагузи в турецьких містах на Балканах зберегли широку автономію і фактично монополізували торговельну діяльність в регіоні. Рагузькі судна мали право плавання по Чорному морі, закритому для кораблів інших країн. Посередницька торгівля між Османською імперією і італійськими державами стала головною сферою економіки міста.
Залежність економіки республіки від торгівлі з Османською імперією зумовила політику нейтралітету, якої дотримувалась Рагуза під час військових конфліктів турків із західними державами. Нейтралітет дозволяв продовжувати торговельні стосунки з обома воюючими угрупуваннями і сприяв розширенню сфери Рагузької торгівлі, що тепер включає Єгипет, Сирію і Іспанію. У всіх великих портах Середземного моря були створені постійні представництва республіки. Флот Рагузи перевищив 200 кораблів. Навіть коли наприкінці XVI століття під натиском Папи Римського республіка надала свій флот в розпорядження Іспанії для боротьби з мусульманськими піратами й васалами Порти, Османська імперія не виступила проти, бажаючи використовувати Рагузу для продовження торгівлі з європейськими державами. Економічна та військова потужність Рагузької республіки, підтримуваної турками, дозволила їй стати головним суперником Венеції в Середземному морі й Адріатиці.

## Занепад Рагузької республіки (XVII—XVIIIст.)
З кінця XVI століття почався процес зниження торгівлі Рагузи і занепаду республіки, викликаний великими географічними відкриттями, переміщенням європейських торговельних шляхів в Атлантичний океан, зростанням конкуренції французьких, голландських і англійських купців на морі, а слов'янських і грецьких — на Балканах. Різко загострилися відносини з Венецією, яка розгорнула боротьбу за розширення своїх позицій на Адріатиці і намагалася витіснити Рагузу з османського ринку. Венеційська республіка перешкоджала торгівлі Рагузи з Італією і почала стягувати мита за провезення товарів по Адріатичному морю. У 1602 р. венеційці організували повстання проти влади Рагузи на острові Ластово. У 1630—1633 рр. між Рагузою і Венецією спалахнув військовий конфлікт за контроль над островом Локрум. Рагузька республіка була вимушена все більше орієнтуватися на Османську імперію, без підтримки якої боротьба з Венецією була неможлива. У результаті в XVII столітті Рагуза стала найвірнішим серед європейських держав союзником Османської імперії.
Під час Кандійської війни (1645—1669) торговельна діяльність Рагузи дещо пожвавилася, проте союз республіки з Портою викликав напади на її територію хорватських ускоків і чорногорців, що розорили прибережні області Рагузи. У 1667 р. в місті стався великий землетрус, який забрав життя понад 5 000 осіб і зруйнував більшість будівель міста. Поступово місто було відбудоване, проте воно все ж почало занепадати. Ослабленням Рагузи скористалася Венеція, що підсилила тиск на республіку, пропонуючи їй своє заступництво. Рагузі довелося в 1684 р. номінально визнати сюзеренітет імператора Священної Римської імперії і короля Угорщини Леопольда I, бажаючи використовувати його проти домагань Венеції. Коли в 1694 р. венеційська армія окупувала Требинє і Герцеговину, відрізавши таким чином республіку від території Османської імперії, імператор домігся виведення військ Венеції. Проте, в 1699 р., згідно з умовами Карловицького миру, Далмація перейшла під владу Венеції. Щоб не дати можливості венеційцям в майбутньому атакувати Рагузу з суходолу, республіка поступилася двома невеликими ділянками своєї території Османській імперії, відмежувавшись таким чином від венеційських володінь на материку. Одна з цих ділянок, на північному кордоні довкола містечка Неум зараз є єдиним виходом Боснії і Герцеговини до Адріатики.
Наприкінці XVII—XVIII століть економіка Рагузької республіки зазнала повного занепаду. Практично повністю припинилася підприємницька і торговельна діяльність Рагузи на Балканах і в Леванті, деяке значення зберегло лише перевезення іноземних вантажів по Адріатиці. У середині XVIII століття, з кінцем венеційського панування в Середземномор'ї, Рагузька торгівля дещо пожвавилася, проте вона не могла витримати конкуренції з Францією, що отримала особливі привілеї в Османській імперії. У період Російсько-турецької війни 1768—1774 р. республіка виступила на стороні Порти й надала свій флот для ведення військових дій проти Росії. Але в 1775 р. до гавані Рагузи увійшла велика ескадра графа Олексія Орлова. Вважається також, що Рагуза була першою європейською державою, яка визнала в 1776 р. незалежність США.
Політичний устрій республіки в XVII—XVIII століттях залишався незмінним. Зберігалася монополія нобілітету на владу. Верхівка пополанів, що не мала доступу до управління, створила дві закриті релігійно-політичні організації: братерство Святого Антуана (великі купці-судновласники і найбільш спроможні містяни) і братерство Святого Лазаря (торговці зі Сходом). Після землетрусу 1667 р. чотири сім'ї з братерства Святого Антуана дістали доступ у Велику раду, проте реального злиття нової пополанської верхівки і нобілітету не сталося.

## Падіння республіки (початок XIX століття)
У 1806 р. Рагузу оточили російсько-чорногорські війська, які протягом декількох місяців бомбардували місто. Коли до Рагузи підійшов французький флот, республіка капітулювала перед французами. До міста увійшли війська Франції на чолі з Наполеоном. У 1808 р. Рагузька республіка була скасована, а її територія увійшла до складу Іллірійських провінцій, підлеглих безпосередньо Франції. Французького маршала Огюста Мармона було оголошено герцогом Рагузи. У 1814 р. до міста увійшли австрійські війська генерала Тодора Милутиновича, підтримані англійським експедиційним корпусом. Французька адміністрація була ліквідована. За рішенням Віденського конгресу в 1815 р. Рагуза була приєднана до Австрійської імперії і увійшла до складу коронної землі Далмацьке королівство. Спроби нобілітету Рагузи відтворити республіку в 1815 р. провалилися.

## Система управління
Система управління Рагузької республіки була побудована на олігархічному принципі: вся влада належала вузькій групі нобілітету, якою протистояла основна маса містян—пополанів, що не мали жодного впливу на формування органів влади і що не брала участь в політичній діяльності. У XVI—XVII ст. верхівка пополанів (торговці-судновласники) відокремилася в окремий шар громадян, члени якого дістали можливість обіймати дрібні муніципальні посади, а після землетрусу 1667 р. декілька сімей містян було допущено у Велику раду. Станові кордони між нобілітетом, громадянами і пополанами були дуже жорсткими, між станові шлюби були строго заборонені. Про обмеженість кола осіб, що мають доступ до влади, говорять дані про склад Великої і Малої ради республіки: у 1802 р., наприклад, 6 з 8 членів Малого і 15 з 20 членів Великої ради представляли 11 найзнатніших рагузьких родин, а половина з князів Рагузи останніх вісім років існування республіки була вихідцями з 5 родин нобілей.
Структура органів управління Рагузької республіки багато в чому копіювала венеційську модель державного устрою. Найвищим законодавчим органом була Велика рада (лат. consilium Maior, хорв. Veliko vijeće — Велике віче), у який входили всі представники нобілітету Рагузи, що досягли 18 років. Цей орган ухвалював закони, обирав князя, вибирав і затверджував суддів, митників, консулів і інших муніципальних чиновників, вирішував державно-правові і конституційні питання. Велика рада формувала Сенат (лат. consilium rogatorum) з 45 членів, старше 40 років, що обиралися на один рік. Саме він володів найбільшою владою в республіці. На відміну від італійських комун, організація Сенату перешкоджала встановленню домінування однієї сім'ї (як Медічі у Флоренції або Скалігери в Вероні), проте практично всю історію існуванню цього органу найбільший вплив в ньому мали члени родини Сорго.
Мала рада (лат. consilium Minor, хорв. malo vijeće — Мале віче) був виконавчим органом, що складався з 11 членів (після 1667 р. — з 7), вибираних князем із складу Великої ради на 1 рік. Князь (лат. rector — ректор) здійснював керівництво виконавськими органами влади, головував на Великій і Малій раді та виконував представницькі функції. Князь обирався Великою радою, причому термін його повноважень становив лише один місяць, а повторно він міг переобратися лише через два роки. Вплив князя був чисто номінальним, а малий термін його повноважень перешкоджав концентрації влади в республіці в руках однієї людини. Цей факт дозволяє деяким істориками вважати Рагузьку республіку першою демократичною державою в Європі, хоча її «демократія» відносилася лише до декількох десятків аристократичних родин країни. Проте на прапорі республіки було накреслено слово «libertas» (з лат. — «свобода»), а над входом у фортецю Сан-Лоренцо перед міськими стінами Рагузи було написано девіз «non bene pro toto libertas venditur auro» (з лат. — «свобода не продається ні за яке золото»).

## Мови і етнічний склад
Етнічний склад населення Рагузи був досить строкатим. На ранніх етапах історії переважало, мабуть, романське населення, яке власне і заклало основу полісно-комунальної суспільно-політичної структури республіки. Проте значення слов'янського елементу, досить значне вже з моменту об'єднання поселень Рагуза і Дуброва, неухильно зростало і, ймовірно, вже в XII—XIII століттях стало превалювати. З початком турецьких завоювань в місто спрямувалася нова хвиля слов'янських переселенців з Балкан, яка забезпечила перетворення Рагузи в переважно слов'янське місто, хоча соціально-економічна вага колоністів з Італії (передусім серед висококваліфікованих ремісників і великих торговців) була також значною. Слов'яни Рагузи були змішаного хорвато-сербського походження.
Офіційною мовою Рагузької республіки спочатку була латина. У 1472 Сенат Рагузи затвердив як мову обговорень і державних актів італійську. Італійська до того часу вже стала мовою верхівки містян, раніше всього нобілітету, що сконцентрував в своїх руках всю повноту влади в республіці. Попри те, що переважне число нобілей були етнічно слов'янами, вони використовували італійську мову і орієнтувалися на культуру італійських міст-держав, що служило одним із способів демонстрації своєї відособленості від маси незнатних містян, що говорили на місцевому діалекті хорватської мови. У ранні періоди історії Рагузи використовувалась також далматинська мова романського походження. Збереглися декілька документів, написаних на рагузькому діалекті далматинської мови, які датуються XIII століттям. З витісненням романського населення Рагузи слов'янами значення далматинської мови впало, і до XVI століття ця мова вийшла з вжитку в республіці. Що стосується хорватської мови, то її підйом розпочався в XV столітті, коли частина Рагузької аристократії і священнослужителів стала перекладати літературу з латинської і італійської мов на місцевий варіант хорватської. Так в 1597 р. рагузький поет Доменіко Златарич переклав на хорватську трагедію Софокла «Електра». Пізніше хорватська мова використовувалася в творчості цілої плеяди рагузьких письменників і поетів: Бернардина Павловича, Якова Микалі, Йоакима Стулича та інших. Роботи цих авторів, написані на рагузькому варіанті хорватської мови, відіграли значну роль у розвитку хорватської літератури і складанні сучасних стандартів хорватської мови. Цікаво, що після падіння Рагузької республіки та входження міста до складу Австрійської імперії, саме Рагуза стала центром руху за возз'єднання Далмації з банською Хорватією, тоді як вплив італійського іредентизму був, у порівнянні з іншими містами Далмації, незначним.